# Carles Ribot
Carles Ribot (Verges, 1983) és un músic, cantautor i productor musical empordanès.

## Biografia
S'inicia en el món de la música als 17 anys com a guitarrista amb els grups de punk-rock i rock alternatiu Mistyway i Free Demons, i com a bateria amb The Last Hope i Neurotic Hell. A partir de l'any 2005 comença el seu projecte electrònic Transgress, els primers passos en solitari, que ha compaginat fins a dia d'avui, amb actuacions per Catalunya i també a fora del país.
A partir de l'any 2010 es dona a conèixer en diferents demarcacions del territori català, primer com a músic col·laborant en diferents projectes, i més endavant amb projecte propi com a cantautor, amb aparicions a festivals i en una línia musical més folk rock inspirada en la psicodèlia.
En la seva discografia, que ha anat augmentant el voltatge fins a tornar al rock alternatiu actual, hi ha una trilogia "A Contrallum" que inclou els títols Vergesdosmiladéu (2010), Mussara (2013), Activitats Extraescolars (2016) i altres publicacions. Treballs que han tingut un cert ressò a Catalunya i a mitjans internacionals, entre ells Public Radio International i Forbes, dels Estats Units.
En directe ha col·laborat amb Adrià Puntí, Mazoni, Pau Riba, Esperit! i ha compartit cartell amb Roger Mas, el grup britànic Ivan Campo o l'artista alemany Peter Piek. També apareix al disc debut del grup Affoniks "botómonocromàtic" i en el disc "Gràcia" del grup barceloní Anita Miltoff.
És un dels impulsors del segell Brave Coast, el Festival Hivernacle i el cicle El Ressupó, entre d'altres.

## Discografia Carles Ribot
| data | títol                    | segell      | distribució | format   |
| ---- | ------------------------ | ----------- | ----------- | -------- |
| 2010 | Vergesdosmiladéu         | brave coast | Discmedi    | CD debut |
| 2013 | Mussara                  | brave coast | Discmedi    | CD       |
| 2016 | Activitats Extraescolars | brave coast | Discmedi    | CD       |

## Altres Publicacions
| data | títol                    | segell      | artista     | distribució | format  |
| ---- | ------------------------ | ----------- | ----------- | ----------- | ------- |
| 2007 | transgress               | brave coast | Transgress  | brave coast | CD      |
| 2009 | + de mil camaleons morts | brave coast | Aranzel     | brave coast | Mini Ep |
| 2009 | The Singles Collection   | brave coast | Transgress  | brave coast | CD      |
| 2010 | Magic Count              | brave coast | Transgress  | Discmedi    | Senzill |
| 2015 | Ultramort                | brave coast | Transgress  | Discmedi    | Senzill |
| 2015 | Chemtrails               | brave coast | Transgress  | brave coast | Senzill |
| 2017 | 10 anys brave coast      | brave coast | brave coast | Discmedi    | CD      |
| 2020 | Rosella de dia           | brave coast | Enygma      | brave coast | Senzill |

## Senzills i Videoclips
- Rosella de dia (2020)
- A Contrallum (2018)
- On eres ahir? (2016)
- Centre Nostàlgic (2016)
- Me'n torno a l'Empordà (2015)
- Ultramort, Transgress (2015)
- Engrunes de pa (2014)
- Pedra, paper, tisores (2013)
- Un allau dins meu (2013)
- En nom del progrés (2011)
- Engabiats (2011)
- Tot és gris (2010)
- Nit de nadal (2010)
- Pell a pell (2010)
- Vergesdosmiladéu (2010)
- Magic Count, Transgress (2010)
- On aniràs? (2009)
- Diga'm (2009)